# سیارک ۹۲۷۳
سیارک ۹۲۷۳ (به انگلیسی: 9273 Schloerb، نامگذاری:1979QW3) نه هزار و دویست و هفتاد و سومین سیارک کشف شده‌است که در ۲۲ اوت ۱۹۷۹ کشف شد.
قدر مطلق سیارک برابر ۱۴٫۷۰ است.